# Natura 2000–Biener Busch
Natura 2000–Biener Busch bezeichnet ein Naturschutzgebiet in der niedersächsischen Stadt Lingen im Landkreis Emsland.

## Allgemeines
Das Naturschutzgebiet mit dem Kennzeichen NSG WE 191 ist circa 82 Hektar groß. Das Naturschutzgebiet ist Bestandteil des FFH-Gebietes „Ems“. Im Nordwesten grenzt es an das Naturschutzgebiet „Natura 2000–Sandtrockenrasen am Biener Busch“. Das Gebiet steht seit dem 17. Januar 2023 unter Naturschutz. Es ersetzt das zum 17. Dezember 1988 ausgewiesene Naturschutzgebiet „Biener Busch“. Zuständige untere Naturschutzbehörde ist die Stadt Lingen.

## Beschreibung
Das Naturschutzgebiet liegt nordwestlich von Lingen zwischen dem Linger Ortsteil Holthausen-Biene und Dalum. Es wird von einem Auwaldrest – einem der größten an der Ems – geprägt. Der Hartholzauwald wird in den Wintermonaten teilweise noch überflutet. Er verfügt über großflächige Naturwaldbereiche mit Alt- und Totholzbeständen. Auf höheren Standorten stocken Buchen- und Eichenwälder. Entlang eines verlandeten Altarms der Ems und an Tümpeln sind Röhrichte zu finden.
Im Westen befindet sich am Rand des Naturschutzgebietes ein Naturdenkmal, das von 25 Buchen gebildet wird.
Das Naturschutzgebiet ist Teillebensraum für Biber und Fischotter. Es beherbergt Vorkommen von Hirschkäfer und Kammmolch.